# The Walt Disney Company Latin America
La société Walt Disney Company a été créée aux États-Unis en 1923 par Walt Disney, et sa présence en Amérique latine a commencé dès les années 1940. Les différentes filiales nationales sont chapeautées par une entreprise commune basée en Argentine. Son siège social est situé à Pilar dans la banlieue de Buenos Aires et à proximité se trouve le siège de Radio Disney Latin America.
Disney possède des bureaux au Brésil, Chili, Mexique et au Vénézuéla

## Historique
Les premières histoires de Mickey Mouse ont été publiées au Brésil en 1930 dans le magazine O Tico Tico sous le nom Ratinho Curioso (la « Souris curieuse »). En 1934, les histoires sont publiées dans le  Suplemento Juvenil du journal d'Adolfo Aizen.

### 1941: Voyage de Walt Disney en Amérique du Sud
Walt Disney s'envole pour l'Amérique du Sud le 17 août 1941 avec quelques animateurs pour une mission au caractère en partie diplomatique. Cette mission est aussi l'occasion de maintenir l'activité de ses artistes et de découvrir de nouvelles sources d'inspiration. L'équipe visite l'Argentine, le Brésil et le Chili.
Au début du film, on voit les animateurs monter à bord d'un avion et partir pour Buenos Aires mais le narrateur ne précise pas qui ils sont. Si on se fie à l'ordre du film, la première étape aurait été la Bolivie, avec le lac Titicaca, puis la ville de Mendoza, en Argentine, avant de traverser les Andes pour rejoindre le Chili. La destination, identique à celle de l'avion Pedro, est Santiago. L'équipe retourne ensuite dans la pampa argentine puis rejoint Rio de Janeiro pour assister au carnaval. Mais rien n'indique que ce soit le trajet réel.

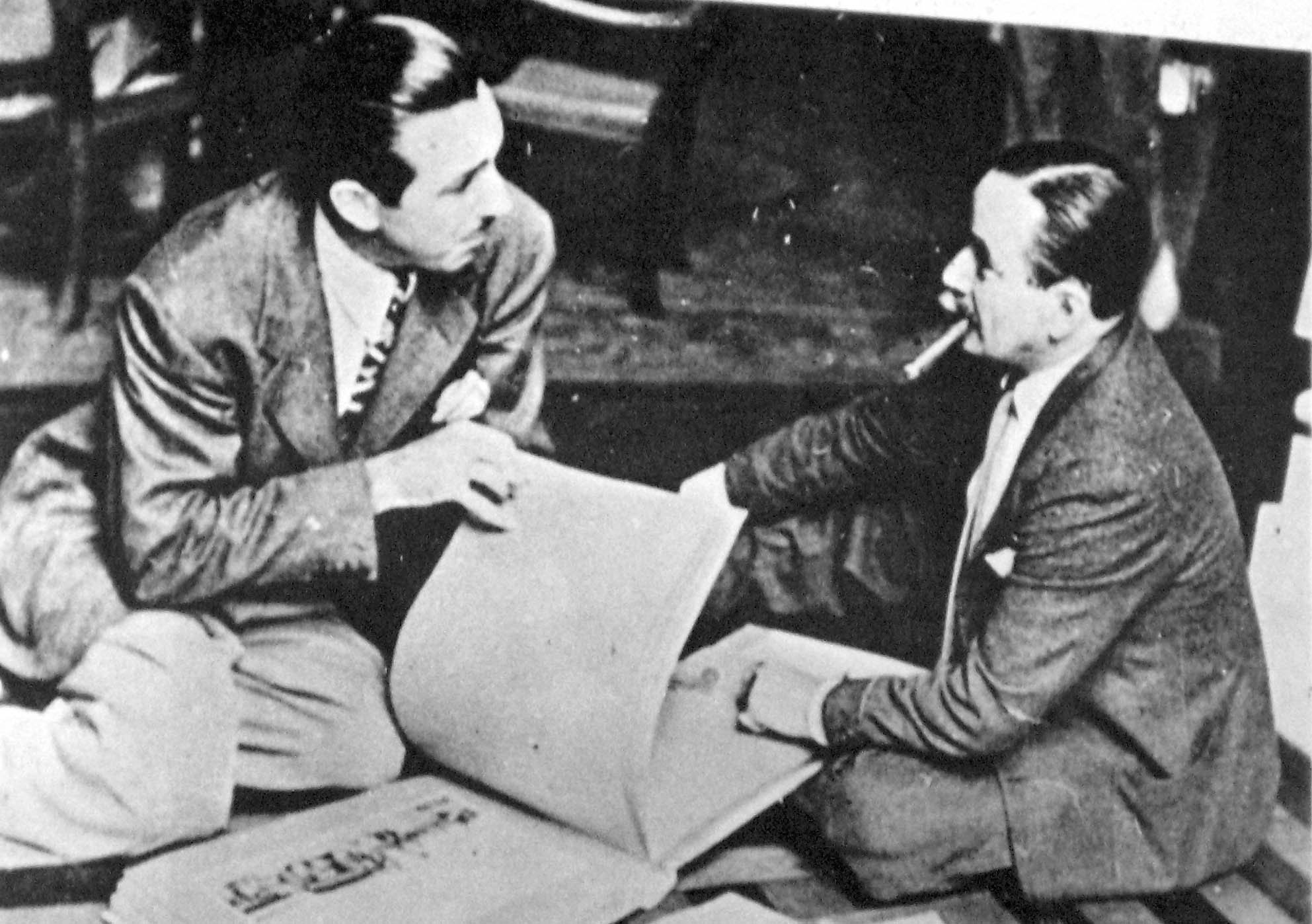
Walt Disney et Florencio Molina Campos.

Lors du séjour à Buenos Aires, Disney rencontre le peintre et illustrateur argentin Florencio Molina Campos, célèbre pour ses dessins de gauchos, qui inspire à l'équipe le court métrage El Gaucho Goofy.
À la fin du voyage, six membres du groupe s'arrêtent quatre jours à Mexico mais sans qu'un court métrage ne soit basé sur un thème mexicain (du moins dans Saludos Amigos). L'équipe revient en Californie à la fin du mois d'octobre 1941.
Grâce au fait que Walt possédait une petite caméra portative de 16 mm, il a pu faire des films souvenir. La caméra a été confiée à Larry Lansburgh mais n'est pas crédit. Ce voyage est ainsi décrit dans le court métrage South of Border with Disney (1942), simple récit avec quelques présentations de dessins de travail, narré par Walt Disney en personne, qui se fait donc aussi plusieurs fois caméraman. Dans ce film, l'équipe ayant participé à l'excursion est nommée par Walt « El Groupo », le groupe dans un portuñol approximatif.
Le 25 novembre 1963, dans une interview menée par Fletcher Markle pour la Canadian Broadcasting Corporation, Walt Disney évoque le voyage en Amérique du Sud. Il indique que l'équipe avait un camp de base à Rio de Janeiro et que plusieurs groupes ont été créés. Walt est ainsi allé au Chili avec quelques animateurs tandis qu'un groupe est allé au Pérou. En Argentine, l'équipe crée un studio temporaire et souhaite demander une subvention au gouvernement américain mais rien n'est donné. Lors de ce périple de 20 000 milles (32 187 km), il survola la jungle amazonienne, les Andes, visita le Brésil, l'Argentine et le Chili tout en discutant longuement avec l'équipage en vol et au sol pour apprendre le maximum sur ce moyen de transport.

### 1945-1960: Premières années
En 1945, Aizen en visite en Argentine rencontre les frères Civita qui ont fondé Editora Abril quelques années auparavant et dès l'année suivante ils forment un partenariat pour lancer un magazine avec des personnages Disney sous licence, nommé Seleções Coloridas qui est alors édité par Editora Brasil-América (EBAL), société fondée le 18 mai 1945.
Jimmy Johnston évoque le responsable de la branche licences des personnages Disney en Argentine, César Civita un italien ayant travaillé pour Arnoldo Mondadori et licencié au début de l'année 1950, c'est le frère de Victor Civita, fondateur du groupe brésilien Editora Abril. À partir de 1950, Abril s'installe au Brésil sous le nom Editora Primavera. La première publication Pato Donald débute le 12 juillet 1952.

### Depuis 2000
À partir de 1999, la Walt Disney Company a regroupé ses activités en Amérique latine sous la direction d'une filiale basée en Argentine et en 2001, les activités sont réparties en 13 entités.
Le 3 novembre 2005, Disney Latin America et ESPN Latin America regroupent la distribution des chaînes sous une même entité alors que précédemment HBO Latin America Group assurait la commercialisation de Disney Channel et Jetix,.
En avril 2007,Walt Disney Company et Canal 13 possèdent des parts importante dans la société tandis que Pol-ka avait lancé une offre d'achat d'une participation majoritaire.
Le 3 mars 2009, Diego Lerner, ancien président de Disney Latin America est nommé président de Walt Disney International EMEA, et Claudio Chiaromonte prend sa place.
Le 7 mai 2015, dans le cadre d'une augmentation des productions locales, Disney Media Distribution Latin America lance la production d'une série biographique sur Juan Gabriel pour le public sud-américain.
En juillet 2016, la Walt Disney Company Latin America inaugure son nouveau siège social localisé à Pilar en Argentine, un édifice de 3 étages et d'une superficie de 24 500 m2. L'ancien siège social était situé au 550 rue Antonio Malaver à Vicente López au nord de Buenos Aires.
Le 8 juin 2018, Editora Abril confirme l'arrêt des publications des bandes dessinées Disney.
Le 21 février 2019, Bloomberg annonce que Disney aurait accepté de vendre les chaînes Fox Sports brésiliennes et mexicaines pour satisfaire la CADE et COFECE en raison de la fronde lancée par le Grupo Globo au Brésil et Televisa au Mexique. Le 22 février 2019, Editora Culturama annonce sa reprise des publications de bandes dessinées Disney à) partir de mars 2019. En juillet 2020, Editora Culturama prévoit à partir de septembre 2020 de publier de nouvelles histoires de Zé Carioca dans le magazine Aventuras Disney.

## Thématique

### Cinéma
- Walt Disney Studios Home Entertainment Latin America
  - Distribution de  Walt Disney Pictures, Touchstone, Hollywood Pictures
- Patagonik Film Group, société de production codétenue par Disney, Telefónica de Argentina et Artear (es)[19]

### Télévision
- Disney Media Distribution Latin America
- Disney Channel
- Disney HD
- Disney XD (anciennement Jetix)
- Disney Junior (anciennement Playhouse Disney)[32]
- ESPN Latin America
  - ESPN Más, ESPN Dos, ESPN 3 et ESPN HD.
  - ESPN Brasil
- Star Channel
- FX
- FXM Latin America
- Cinecanal
- Star Life
- National Geographic
- National Geographic Wild
- Nat Geo Kids
- Baby TV
- Star Premium
  - Latin America and Caribbean
    - Star Action
    - Star Comedy
    - Star Hits
    - Star Fun
    - Star Cinema
    - Star Classics
    - Star Series

  - Brazil
    - Star Hits
    - Star Hits 2
- Rede Telecine (with Globosat, Universal Pictures, Paramount Pictures and MGM)
  - Telecine Premium
  - Telecine Action
  - Telecine Touch
  - Telecine Fun
  - Telecine Pipoca
  - Telecine Cult
  - Megapix
- TeleColombia (51 %)

### Radio
- Radio Disney Latin America
  - LRL301 Radio Disney (4.75 %; participation de The Walt Disney Company Argentina)[33].
  - Radio Disney Brazil (29 %)

### Autres
- Médias interactifs
- Les publications de Disney Publishing Worldwide
- Disney on Ice